# Compsoptera rubra
Compsoptera rubra là một loài bướm đêm trong họ Geometridae.